# Cão de montanha dos Pirenéus
Cão de montanha dos Pirenéus[Nota] (em francês:  Chien de Montagne des Pirénées) é uma raça de cães pertencente ao grupo dos molossóides e oriunda da França. Usado como guarda de rebanhos, é ainda adaptável à companhia. De temperamento classificado como carinhoso, fiel, independente e alerta, é apegado a família e gosta de espaço, apesar de não ser um animal muito ativo. Sua independência, todavia, o torna um canino de adestramento cuja dificuldade é moderada para donos inexperientes. Fisicamente um cão de porte grande, tem a pelagem dupla e abundante, de fios longos e flexíveis, variando do branco ao branco com manchas em cinza ou ainda amarelo e laranja.